# کالتینیاجا
کالتینیاجا (به ایتالیایی: Caltignaga) یک کومونه در ایتالیا است که در استان نووارا واقع شده‌است.

## خصوصیات
کالتینیاجا ۲۲٫۳ کیلومترمربع مساحت و ۲٬۴۴۷ نفر جمعیت دارد.